# Bentornata Caterina (album)
Bentornata Caterina è un album di Caterina Valente, pubblicato nel 1969 dalla casa discografica CBS Italiana.
Dopo anni di assenza dai teleschermi come conduttrice (era stata più volte ospite), Caterina Valente torna alla tv italiana con un programma di tre puntate dal titolo Bentornata Caterina, in uno studio televisivo in cui la scenografia ricorda un circo, in omaggio alle origini circensi della cantante, dove ospita di volta in volta personaggi dello spettacolo come Vittorio Gassman, Giuliano Gemma, Silvio Valente fratello della vedette, Sergio Mendes, Gino Cervi, Jacques Tati, Rudy Horn, il balletto folkloristico jugoslavo "Lado" e il gruppo di acrobati "gli Elvardos".
In concomitanza con la trasmissione la cantante pubblica un album discografico con le canzoni proposte in studio dal titolo Bentornata Caterina, distribuito dalla CBS Italiana. 
La maggior parte dei brani sono adattamenti in italiano di alcuni successi ottenuti all'estero, e si compongono di una diversa varietà di stili, dal jazz, al pop, alla bossa nova fino alla melodia più tradizionale, specchio dell'ecletticità dell'artista.
Il disco non è mai stato ristampato in LP, CD e non è presente sulle piattaforme digitali o streaming.
Tra gli autori dei brani figurano Galt MacDermot, Gerome Ragni, James Rado, Giorgio Calabrese, Gianfranco Reverberi, Sergio Bardotti, Alberto Testa, Giancarlo Colonnello, Daniele Pace, Nico Fidenco, Paul Reym, Fini Bush, Henry Mayer, Kurt Herta, Gaetano Savio, Armando Ambrosino, Nino Oliviero, Romolo Sestili e Luiz Eça.

## Tracce
1. Non c'è vita senza amore
2. Dall'altra parte del mondo
3. La notte è quella cosa
4. Scusa scusa scusa
5. Il ritmo della pioggia
6. Addio felicità, addio amore
7. Un uomo come te
8. Mai
9. Forse mai
10. Addio... addio